# Walter III de Vexin
Walter III (zm. 1063 w Falaise), hrabia Vexin, Amiens i Maine, syn hrabiego Drogo de Vexin i jego żony Adeli.
W dokumentach pojawia się po raz pierwszy w 1030 r., kiedy to uczynił (razem z ojcem) darowiznę na rzecz opactwa w Jumièges. Po śmierci ojca w 1035 r. został hrabią Vexin i Amiens. Kontynuował politykę swojego ojca unikania zadrażnień z królami Francji i książętami Normandii. Jego żoną była Biota (zm. 1063), córka Herberta I, hrabiego Maine. Walter nie miał z nią dzieci.
Małżeństwo to pozwoliło mu jednak wystąpić z pretensjami do władzy nad hrabstwem Maine po bezpotomnej śmierci ostatniego męskiego przedstawiciela tamtejszej dynastii Herberta II. W 1062 r. ogłosił się hrabią Maine, czym rozpoczął konflikt z księciem Normandii Wilhelmem, któremu Herbert przekazał prawa do swojego hrabstwa. Rozpoczęła się wojna, w której Waltera wspierał hrabia Andegawenii Godfryd III Brodaty. W 1063 r. Wilhelm pojmał Waltera i Biotę, i uwięził ich w Falaise. Małżonkowie zmarli tam w 1063 r.
Następcą Waltera w Vexin i Amiens został jego kuzyn, Raoul IV, hrabia de Valois. Nie objął jednak władzy nad całym hrabstwem. Pograniczne wioski Pontoise i Chaumont-en-Vexin zostały przekazane królowi Francji Filipowi I. W Maine książę Wilhelm osadził swojego syna, Roberta II, ale walki o władzę nad hrabstwem ciągnęły się jeszcze przez kilkadziesiąt lat.